# Megachile bruneriella
Megachile bruneriella là một loài Hymenoptera trong họ Megachilidae. Loài này được Cockerell mô tả khoa học năm 1917.